# Libnotes (Afrolimonia) ditior subditior
Libnotes (Afrolimonia) ditior subditior is een ondersoort van de tweevleugelige Libnotes (Afrolimonia) ditior uit de familie steltmuggen (Limoniidae). De ondersoort komt voor in het Afrotropisch gebied.